# معهد إسبانيا
معهد اسبانيا هي مؤسسة التي تدمج عدة أكاديمية ملكية، على الصعيد الوطني ومقرها في مدريد وبرشلونة. في الوقت الحالي، هناك عشرة ومجموعة من الأكاديميين العدديين المنتمين إلى الأكاديميات الملكية المذكورة يشكلون مجموعة تسمى (IdeE).

## موضوعه
وفقًا لقوانين عام 1947، "تم تشكيل معهد إسبانيا كمؤسسة وطنية باعتباره أكبر دعاة للثقافة الإسبانية في النظام الأكاديمي (" Senado de la Cultura española ")، وكان الغرض منها الحفاظ على القيمة الروحية للأكاديميات الوطنية العشرة الملكية ( الإسبانية، والتاريخ، وفنون سان فرناندو الجميلة، والعلوم الفيزيائية والطبيعية، والعلوم الأخلاقية والسياسية، والطب الوطني، والتشريع، الصيدلية الوطنية، و الأكاديمية الملكية للهندسة اسبانيا و الأكاديمية الملكية للعلوم الاقتصادية والمالية )، مما يساعد ويكمل بعضها البعض لكفاءة أكبر من المهام وأنشطتها، وتشكيل تمثيل "متفوقة" الوطني الأكاديمي في اسبانيا وفي أجنبي»

## التاريخ
تم إنشاء معهد إسبانيا بدافع من Eugenio D'Ors ، كمصدر إلهام، الذي كان في نموذج المعهد الفرنسي أنه يجب أن يكون هناك فوق الأكاديميات الوطنية كيان يجمعهم، دون التقليل من الشخصية القانونية لكل منهما، ولبدرو ساينز رودريغيز، بصفته سياسيًا نشطًا، تم تعيينه بعد وقت قصير من تأسيسه وزيرًا للتربية الوطنية.
كانت المراسيم Reglamentariamente المتعاقبة 8 ديسمبر من عام 1937 و 1 يناير من عام 1938 تم الترويج لتأسيس مؤسسة من شأنها أن تربط ست أكاديميات وطنية، والتي تعتمد عليها في بعض الحالات أكاديميات المقاطعات الإقليمية الأخرى، كما استعادوا تعيين «أفراد العائلة المالكة» الذي كان لديهم حتى بداية الجمهورية الاسبانية الثانية. تم تشكيلها في الاجتماع التأسيسي الذي عقد في 27 ديسمبر كانون الأول، عام 1937 في بورغوسو الرسمي أول اجتماع لثم ست أكاديميات الملكية التي جعلت منه وعقدت أعضائها كامل على 6 يناير كانون الثاني، عام 1938، في قاعة المحاضرات في جامعة سالامانكا، وجود وجوه لها فعل اليمين من أفراد انتمائها ل على كل واحد منهم، والتي تمت صياغة حفل اليمين وتنفيذها في عام 1939، بمجرد انتهاء الحرب الأهلية، اتبعت أوامر وزارية مختلفة بعضها البعض مع تحديد مواعيد نهائية لأعضاء الأكاديميات الملكية الذين لم يؤدوها من قبل، لإضفاء الطابع الرسمي على القسم المذكور
كان من بين المهام الأولى لـلمعهد إنشاء نصوص فريدة للتعليم الابتدائي، مع تكليف أنفسهم بافتتاحياتهم وطبعاتهم، وكلية توجيه وتوجيه الثقافة العالية والبحث العالي في إسبانيا، من خلال تولي وإدماج تراث المجلس المنحل لتوسيع الدراسات والمؤسسة الوطنية للبحث العلمي، وهي الكلية الأخيرة التي تم نقلها بمرسوم أيضًا مع تأسيس المجلس الأعلى للبحث العلمي في عام 1940 المتبقية إلى من ذلك الحين فصاعدًا وظيفة الاتصال بين الأكاديميات الملكية، ومن هؤلاء مع وزارة التربية والتعليم.
في أبريل 1939 تمت الموافقة على أول تشريعات وأعيد تحديد وظائفها.
في 18 من أبريل من 1947 المرسوم تحتوي على القوانين الجديدة للIDEE المعتمدة، الحكم هو في الواقع لأكثر من ستة عقود، حتى الأنظمة التشريعية القائمة التي تنظم IDEE من 17 من سبتمبر من 2010، في عام 2009، تم إلغاء المرسوم الملكي الذي ألزم جميع الأكاديميات الملكية المجمعة في IdeE بأن يكون مقرها الرئيسي في مدريد.

## الشعار

شعار المعهد اليوم

كان الشعار الأولي الذي اعتمده معهد إسبانيا هو الشعار المنتصر، كرمز لأصل الجامعة، وكان هذا الشعار منذ إنشائها من عام 1937 إلى عام 1978، تحت رئاسة فيرناندو تشويكا جويتيا، في عام 1978 تم استبداله بشعار تم إنشاؤه حديثًا، الجناس الناقص الذي يتكون من الحرفين " I " و " E "، معزولين في الخطوط العريضة وضمهما الجسيم ""، مثل جولس، مختومًا بتاج ملكي، أيضًا من جولس، والذي كان يرمز إلى IdeE حتى اليوم.

## الرؤساء
تاريخياً؛ كانت رئاسة مجلس إدارة المعهد تقع على عاتق أي عضو من أعضاءه (الأشخاص الذين حصلوا على تعيين أكاديمي دائم في أي من الأكاديميات الملكية التي تتألف منها)، وقد يجعلها بدورها متوافقة مع توجيه أو رئاسة أي من أفراد العائلة المالكة الأكاديميات التي أنشأتها خلال تلك الفترة من المنصب. كانت مدة المنصب تختلف حسب اللوائح، مبدئيًا أربع سنوات قابلة للتجديد وبعد ذلك ثماني سنوات.
اعتبارًا من التعديل القانوني لعام 2010، تقع رئاسة مجلس إدارة المعهد، بالتناوب ولمدة عام واحد، على مدير أو رئيس كل من الأكاديميات الملكية التي تتألف منها.

## الأكاديميات المنتسبة
من خلال اللوائح الداخلية، ومعهد اسبانيا أنشئت في يونيو عام 1979، يحكم لتكون بمثابة أساس إرشادي في تأسيس أكاديميات جديدة والمؤسسات ذات الصلة والإقليمية والإقليمية والمحلية، وعلى 20 أكتوبر تشرين الأول، عام 1979 وغيرها لربط هذه الأكاديميات والمؤسسات ذات الصلة، الإقليمية والمحلية والمحلية، بمعهد إسبانيا وتنسيق أنشطتها لصالح النشاط الأكاديمي بشكل عام، وإنشاء شخصيات "الأكاديمية المنتسبة لمعهد إسبانيا"، من أجل "الأكاديميات ذات العصور القديمة سيئة السمعة، والتاريخ المثمر، والنشاط الدائم والمتواصل لصالح الثقافة والتنمية الأكثر إنجازًا لمهمتها الأكاديمية"، و "الأكاديمية الملتزمة بمعهد إسبانيا"، "لتلك الأكاديميات أو المؤسسات، أيضًا قيمة، ولكن أقل خبرة أكاديمية، ونشاط أكثر تقييدًا لأسباب تتعلق بالعمر ونطاق العمليات. بواسطة اتفاق لاحق من يونيو 13، عام 1996 ألغيت فئة "الأكاديمية الملتزمة بمعهد إسبانيا"، وتم نقل أولئك الذين لديهم هذا الشرط إلى فئة "الأكاديمية المشتركة لمعهد إسبانيا".
تحافظ الأكاديميات المرتبطة بـ IdeE قبل الإصلاح القانوني لعام 2010 على هذه الشخصية.
في عام 2012، في العدد، هناك 55 أكاديمية مرتبطة بالجامعة.
يخضع الأعضاء الأكاديميون في أي «أكاديمية منتسبة لمعهد إسبانيا» للعلاج الأكاديمي المرتبط بهذا المعهد.